# Allyl méthyl thioéther
L'allyl méthyl thioéther est un thioéther de formule brute C4H8S. Il est le plus souvent rencontré comme sous-produit de la digestion de l'ail et cause une mauvaise haleine (halitose). Manger de l'ail provoque la production de nombreux dérivés soufrés gazeux dans le système digestif, la plupart étant métabolisés par l'intestin et le foie. Cependant l'allyl méthyl thioéther ne l'est pas, il passe dans le système sanguin de l'intestin, puis il peut arriver aux poumons et retourner à la bouche provoquant des heures de mauvaise haleine après l'ingestion et dans l'urine et la peau où il peut être aussi libéré, provoquer des sueurs malodorantes.